# Comunidad serial

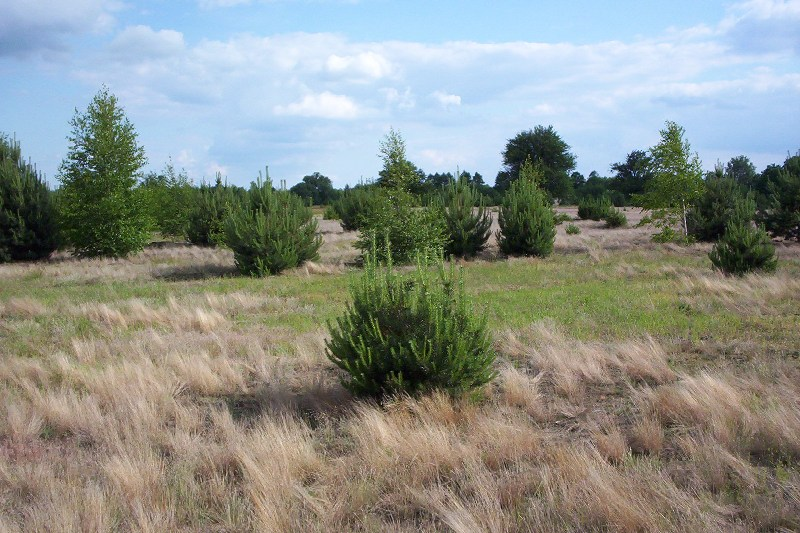
Una comunidad serial de arbustos y pastos en un campo abandonado.

Una  comunidad serial  (o serie) es una etapa intermedia hallada en una sucesión ecológica de un ecosistema avanzando hacia su comunidad clímax. Un ejemplo de comunidades seriales en sucesión secundaria es una recientemente talada forestación de coníferas; durante los primeros dos años, los pastos, ericáceas y plantas herbáceas como la Epilobium angustifolium abundarán, y después de algunos años más, aparecen arbustos, y seis a ocho años después del aclareo, el área comienza a cubrirse de Betula. Cada una de estos estadios puede referirse a una comunidad serial.
Una comunidad serial es el nombre dado a cada grupo de plantas dentro de la sucesión. Una sucesión primaria describe aquellas comunidades vegetales que ocupan un sitio que no ha sido previamente vegetado. Eso puede también ser descripto como una comunidad pionera.
Una priserie es una colección de series desarrollándose en un área con superficies no vegetadas, hacia una comunidad clímax.